# Der Erzieher meiner Tochter
Der Erzieher meiner Tochter ist ein 1929 entstandenes, spätes deutsches Stummfilmlustspiel von Géza von Bolváry mit Harry Liedtke und Dolly Davis in den Hauptrollen. 

## Handlung
Das verwöhnte US-amerikanische Milliardärstöchterchen Mary Goldstone, eine gebürtige Goldstein, will zurück zu ihren mitteleuropäischen Wurzeln und aus diesem Grund unbedingt einen europäischen Adeligen als Ehemann angeln. Marys Vater Sami Goldstein alias Goldstone kann diese Adelsversessenheit seiner Tochter nicht verstehen und würde es viel lieber sehen, wenn Mary den Sohn eines Konkurrenten freien würde, auf dass Geld zu Geld komme. Um ihr die Adelsflausen auszutreiben, wird der ebenso schmucke wie charmante Bürgerliche Heinz Heller engagiert, der Mary mit aller Macht die Schattenseiten eines Aristokratenlebens aufzeigen soll. Heinz schlüpft in Goldstones Auftrag in die Rolle eines Graf Rüttow-Mallwitz und soll, als titelgebender „Erzieher meiner Tochter“, Mary in sich verliebt machen. So geht es auf dem Schiff nach Europa. 
Hier wird Mary auf dem finsteren Hof der ebenso verarmten wie gräflichen Adelsfamilie Rüttow-Mallwitz, angeblich Heinzens Familie, gesellschaftlich eingeführt. Während der Graf ein charmanter Bonvivant der alten Schule ist, erweist sich die alte Gräfin als ziemliches Ekel, die das US-Girl naserümpfend zur Kenntnis nimmt, aber nicht willkommen heißt. Die Strategie, Marys Liebe zum Adel schnellstmöglich abkühlen zu lassen, geht auf. Mary reicht es, und sie besteigt bitter enttäuscht das Schiff, dass sie nach Hause bringen soll. Heinz aber hat sich in Mary verliebt, wie auch sie in ihn. Auf hoher See werden die Wogen geglättet. Da sich an Bord sowohl ein jüdischer Rabbi als auch ein Pastor befinden, steht einer jüdisch-christlichen Eheschließung nun nichts mehr entgegen, und  aus Miss Goldstone wird eine Frau Heller. So haben sich doch noch „zwei Welten“ gefunden.

## Produktionsnotizen
Der Erzieher meiner Tochter entstand im Sommer 1929 im UFA-Atelier in Berlin-Tempelhof, passierte die Zensur am 20. September desselben Jahres und wurde am 7. Januar 1930 in Berlins Atrium-Kino uraufgeführt. Der mit Jugendverbot belegte Sechsakter besaß eine Länge von 2155 Metern. 
Marcel Hellmann übernahm die Produktionsleitung, Robert Neppach gestaltete die Filmbauten. Josef von Baky diente seinem Landsmann Bolváry als Regieassistent.

## Kritiken
Das Blatt Freiheit! konstatierte: „Harry Liedtke rechtfertig aufs neue seinen Ruf als Backfischideal, und findet diesmal neben seiner etwas schablonenhaften Liebenswürdigkeit sogar echte und frische Töne. Auf amüsante Weise kuriert er ein vom Adelsfimmel besessenes Töchterchen Dollarikas von ihrer Titelsucht. (…) Geza von Bolvarys einfallsreiche Regie bringt den Schwank im richtigen Tempo und schafft eine ganze Reihe lustiger Szenen.“
Das Grazer Tagblatt schrieb: „Man braucht nur die Namen der Hauptdarsteller … zu hören, um von dem prächtigen Zusammenspiel und der flotten Darstellung dieses köstlichen Films überzeugt zu sein. Der unverwüstliche Harry Liedtke als angeblicher Graf um die Tochter eines amerikanischen Hosenknopfkönigs werbend, bietet in dieser dankbaren Rolle eine seiner gelungensten Leistungen. Da auch die Aufmachung prächtig ist, kann der Film als Lustspielschlager bezeichnet werden.“